# 衒学者
衒学者（げんがくしゃ、英語: pedant）とは、論理の形式、厳密性、正確性などに過剰にこだわったり、学識をひけらかし傲慢な態度を見せるような人物のこと。

## 英語「pedant」の語源
英語の単語「pedant」は、フランス語の「pédant」（1566年の Darme & Hatzfeldster『Dictionnaire général de la langue française』に見える）、ないしはそれに先行した15世紀半ばのイタリア語の「pedante」（「教師」、「校長」などを意味する）を語源としている（スペイン語の「pedante」も参照のこと）。イタリア語の「pedante」の起源は明確ではないが、一部の辞典類は、中世ラテン語における動詞「pædagogare」の現在分詞「pædagogans」、すなわち「教師としてふるまう、教える」に由来するとしている（シャルル・ドゥ・フレスネなど）。さらに、このラテン語表現は、ギリシア語の「παιδαγωγός（paidagōgós)」、すなわち、「こども」を意味する「παιδ-」と「導く」を意味する「ἀγειν」から成り、古くには、子どもの通学に付き添う奴隷を意味したが、その後、「指導・案内の源」を意味するように転じた。

## 含意
英語の「ペダント (pedant)」は、典型的な用例では、否定的な含意を伴う形で、細かい事柄に過剰にこだわり、相手を見下すような態度を見せる人物を指して用いられる。トマス・ナッシュは、『Have with you to Saffron-walden』（1596年、p.43）に、「O, tis a precious apothegmaticall [terse] Pedant, who will finde matter inough to dilate a whole daye of the first inuention [invention] of Fy, fa, fum（ああ、この尊く、精緻なペダントは、「Fy, fa, fum...」の詩文の起源について丸一日だって語り続けることだろう）」と記していた。しかし、ウィリアム・シェイクスピアが『恋の骨折り損』（1598年）でこの言葉を最初に使用したときには、単に「教師」の意味においてであった。

## 医学的観点
強迫性パーソナリティ障害 (OCPD) の特徴のひとつは、規則、手続き、習慣などの正確な踏襲への過剰な関心に基づいた衒学的な姿勢として現れる。OCPD 患者が強迫的に踏襲しようとする規則は、実際の規則の字面を勝手に読み替えたものであったり、曲解したり、再解釈したものである場合もある。
衒学的態度は、また別の障害の兆候でもあり得る。特に、アスペルガー症候群をもつ人々は、堅苦しいスピーチのひとつの現れとしてペダンチック・スピーチ（pedantic speech）をすることがよくある。